# 窪田忠雄
窪田 忠雄（くぼた ただお、1943年9月20日 - ）は、日本のアニメーション美術監督。元ムクオスタジオ所属。北海道出身。

## 経歴・人物
武蔵野美術大学卒業後、アニメーション美術の世界に入る。現代制作集団などに所属し『ルパン三世』などの背景に関わった後、同窓の椋尾篁と出会い、ムクオスタジオに入社。椋尾との共作『銀河鉄道999』『三国志』をはじめ、多数の劇場作品やテレビシリーズの美術監督を務める。特に1980年代後半から1990年代には、東映動画（現東映アニメーション）の代表的な作品（『聖闘士星矢』、『美少女戦士セーラームーン』シリーズ、劇場版『ドラゴンボールZ』シリーズ）の美術統括責任者を長らく務め、ムクオスタジオにとどまらず東映動画の美術スタッフの育成にも貢献した。
もともと油絵出身の椋尾は色を積み重ねる技法を採ることが多かったが、これに対し窪田は淡い色を効果的に配置したメリハリ感のある画を特徴とする。
同じ北海道出身の美術監督小林七郎や、同世代の中村光毅とともに、今日の日本のアニメーション美術を代表するベテランデザイナーのひとり。椋尾亡き後、ムクオスタジオ代表として後進の育成にも当たっていたが、定年退職を機に現在は代表の座を田尻健一に譲り、一線から退いている。

## 作品
- 1971年 『ルパン三世』背景
  - 『天才バカボン』背景
- 1972年 『赤胴鈴之助』背景
- 1973年 『山ねずみロッキーチャック』背景
- 1974年 『アルプスの少女ハイジ』背景
- 1975年 『フランダースの犬』背景
- 1976年 『母をたずねて三千里』背景
- 1977年
  - 『あらいぐまラスカル』背景
  - 『ジェッターマルス』美術
  - 『ルパン三世』背景
- 1978年
  - 『宇宙海賊キャプテンハーロック』美術
  - 映画『宇宙海賊キャプテンハーロック アルカディア号の謎』美術
  - 『銀河鉄道999』美術
  - 映画『ルパン三世 ルパンVS複製人間』背景
- 1979年
  - 映画『銀河鉄道999』美術監督（椋尾篁と共同クレジット）
  - 『ベルサイユのばら』美術監督（1～18話のみ）（川井憲と共同クレジット）
- 1981年
  - 『Dr.スランプ アラレちゃん』美術
  - 映画『さよなら銀河鉄道999 アンドロメダ終着駅』美術

- 1982年 『The・かぼちゃワイン』美術（30話のみ）
- 1983年
  - 映画『幻魔大戦』美術（男鹿和雄と共同クレジット）
  - 『ストップ!! ひばりくん!』美術デザイン（椋尾篁と共同クレジット）
  - 『光速電神アルベガス』美術（2～3話のみ）
- 1984年 テレビ『レンズマン』美術
- 1985年
  - 『はーいステップジュン』美術デザイン
  - 映画『カムイの剣』美術（男鹿和雄と共同クレジット）
- 1986年
  - 『剛Q超児イッキマン』美術デザイン
  - テレビ『聖闘士星矢』美術デザイン（1～99話を窪田が担当。100話以降の美術デザインはムクオスタジオの鹿野良行が引き継ぐ）、美術
- 1987年
  - 映画『聖闘士星矢』美術監督
  - 映画『勝利投手』美術（鹿野良行と共同クレジット）
  - OVA『デビルマン 誕生編』美術
- 1988年
  - 映画『聖闘士星矢 神々の熱き戦い』美術監督
  - 映画『聖闘士星矢 真紅の少年伝説』美術監督（内川文広と共同クレジット）
- 1989年
  - 映画『聖闘士星矢 最終聖戦の戦士たち』美術監督
  - テレビ『悪魔くん』美術（3話のみ）
- 1990年
  - 映画『悪魔くん ようこそ悪魔ランドへ!!』美術監督
  - 映画『ベルサイユのばら』美術（水谷利春・川井憲と共同クレジット）
  - 『もーれつア太郎』美術
- 1991年
  - テレビ『きんぎょ注意報!』美術（全話）
- 1992年
  - 映画『三国志 第一部・英雄たちの夜明け』美術監督（椋尾篁と共同クレジット）
  - 映画『きんぎょ注意報!』美術監督
  - テレビ『美少女戦士セーラームーン』美術デザイン（27話以降は『美術監修』としてクレジット。椋尾篁の作品リストの項目を参照。）
- 1993年
  - テレビ『美少女戦士セーラームーンR』美術監修
  - 映画『三国志 第二部・長江燃ゆ!』美術監督（椋尾篁と共同クレジット）
  - 映画『Dr.スランプ アラレちゃん んちゃ!ペンギン村より愛をこめて』美術監修
  - 映画『劇場版美少女戦士セーラームーンR』美術監修
  - テレビ『蒼き伝説シュート!』美術デザイン
- 1994年
  - 映画『ドラゴンボールZ 危険なふたり!超戦士はねむれない』美術設定、美術監修
  - 映画『Dr.スランプ アラレちゃん ほよよ!!助けたサメに連れられて…』美術監修
  - テレビ『美少女戦士セーラームーンS』美術監修
  - 映画『ドラゴンボールZ 超戦士撃破!!勝つのはオレだ』美術設定
  - 映画『Dr.スランプ アラレちゃん んちゃ!!わくわくハートの夏休み』美術監修
  - 映画『GS美神 極楽大作戦!!』美術監督
  - 映画『蒼き伝説シュート!』美術設定
  - 映画『劇場版美少女戦士セーラームーンS』美術監督（ムクオスタジオの橋本和幸と共同クレジット。ただし、橋本の名前は窪田よりも小さく表示。なお、この映画の作画監督は香川久・爲我井克美・長谷川眞也の3名だが、爲我井と長谷川の名前も香川より小さく表示されている。）
- 1995年
  - 映画『ドラゴンボールZ 復活のフュージョン!!悟空とベジータ』美術設定
  - テレビ『美少女戦士セーラームーンSuperS』美術設定（椋尾篁と共同クレジット）、美術（34話のみ）
  - 映画『ドラゴンボールZ 龍拳爆発!!悟空がやらねば誰がやる』美術監修
  - 映画『美少女戦士セーラームーンSuperS セーラー9戦士集結!ブラック・ドリーム・ホールの奇跡』美術監修
  - 映画『スペシャルプレゼント 亜美ちゃんの初恋 美少女戦士セーラームーンSuperS 外伝』美術監修、設定
- 1997年
  - テレビ『キューティーハニーF』美術（2話のみ）
  - 映画『キューティーハニーF』美術監督
- 1998年 『ヘリタコぷーちゃん』美術デザイン
- 2000年 『マシュランボー』美術
- 2001年 『ピポパポパトルくん』美術デザイン
- 2002年
  - テレビ『Kanon』美術
  - テレビ『しあわせソウのオコジョさん』背景（30話,39話のみ）
  - OVA『サクラ大戦 神崎すみれ 引退記念 す・み・れ』美術監督
- 2003年
  - OVA『サクラ大戦 エコール・ド・巴里』美術監督
  - テレビ『ブラック・ジャック2時間スペシャル 〜命をめぐる4つの奇跡〜』背景
- 2004年
  - OVA『サクラ大戦 ル・ヌーヴォー・巴里』美術監修
- 2005年
  - テレビ『ラムネ』美術監督
- 2006年
  - テレビ『出ましたっ!パワパフガールズZ』美術デザイン
- 2007年
  - テレビ『スケッチブック 〜full color's〜』美術
- 2008年
  - テレビ『ARIA The ORIGINATION』背景
  - テレビ『魔法遣いに大切なこと 〜夏のソラ〜』背景
  - テレビ『かんなぎ』背景